# Aberdeen
För andra betydelser, se Aberdeen (olika betydelser).

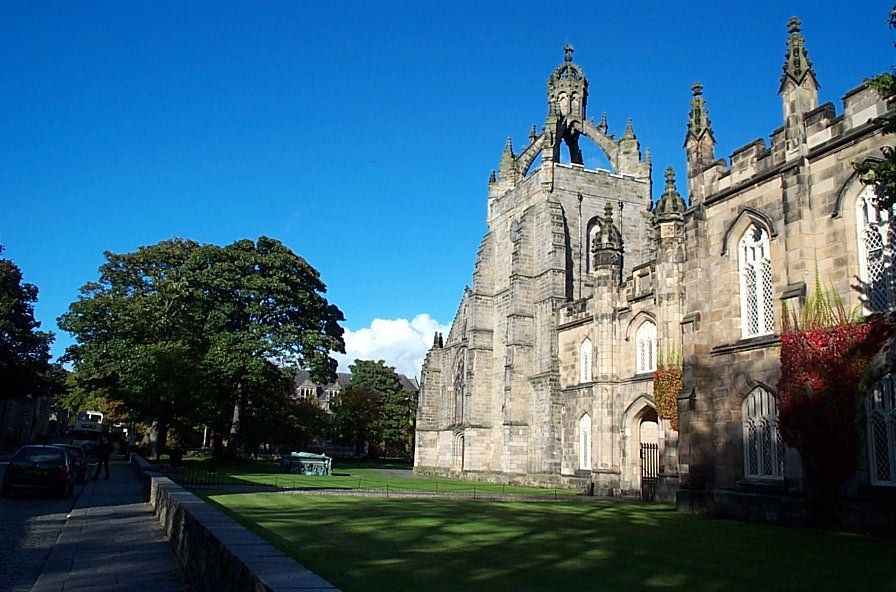
University of Aberdeen.

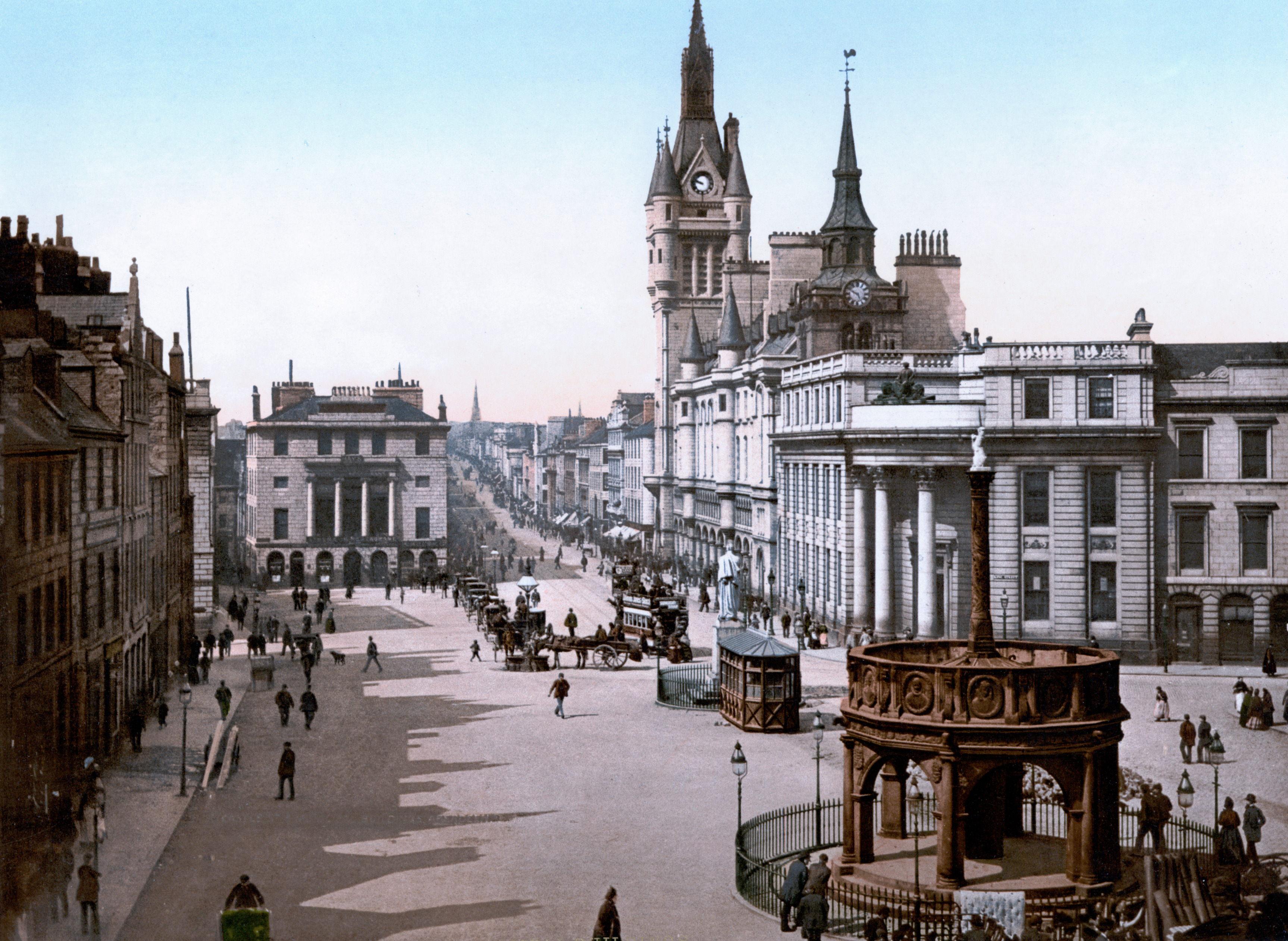
Aberdeen år 1900.

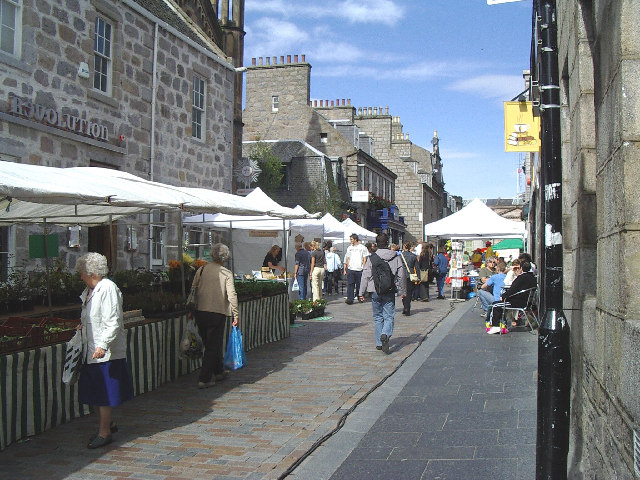
Belmont Street Market.

Aberdeen (scots: Aiberdeen, skotsk gaeliska: Obar Dheathain) är en hamnstad i nordöstra Skottland. Staden är administrativ huvudort för Aberdeenshire, även om staden idag inte ligger i själva regionen. Aberdeen är Skottlands befolkningsmässigt tredje största stad, med cirka 200 000 invånare. Staden utgör kärnan i kommunen Aberdeen City.
Aberdeen kallas ofta Europas oljehuvudstad, eftersom den är centrum för den mesta av oljeaktiviteten på den brittiska sektorn, och oljeindustrin utgör den större delen av den lokala ekonomin. Flygplatsen är centrum för en väsentlig del av helikoptertrafiken till och från den brittiska sektorn, och är en av de största helikopterflygplatserna i världen. Staden har två universitet, University of Aberdeen och Robert Gordon University. University of Aberdeen är ett av Skottlands äldsta universitet, grundat 1495.
Aberdeens bebyggelse präglas av byggnader i lokal granit, bruten från 1700-1900-talen. Den grå stenen har gett staden ett av dess många smeknamn: Granite City (Granitstaden).

## Historia
Dagens Aberdeen är en sammansmältning av två medeltidsstäder, Old och New Aberdeen, som båda kan föra sina historier bak till 1100-talet. Även om de två medeltidsbyarna bara ligger några kilometer ifrån varandra höll de båda en egen identitet fram till modern tid och blev inte sammanslagna förrän 1891. Gamla källor refererar ofta till "The cities of Aberdeen" (svenska: Städerna Aberdeen).
Old Aberdeen ligger strax söder om floden Dons utlopp, och växte fram runt Sankt Machars katedral, och var ett viktigt kyrkocentrum fram till reformationen. Enligt en gammal legend blev den första kyrkan på platsen byggd så tidigt som under 500-talet. Katedralen blev biskopssäte 1131, och den nuvarande katedralbyggnaden påbörjades under 1100-talet. 1495 blev den första delen av det som senare blev University of Aberdeen, King's College, grundlagt av biskop Elphinstone.
New Aberdeen var ett viktigt handelscentrum från 1100-talet. Vilhelm I av Skottland hade ett residens där, och gav staden sina första rättigheter 1179; den hade tidigare fått stadsrättigheter av David I. New Aberdeen växte fram norr om utloppet av floden Dee, och floden var en av de bästa naturliga hamnarna i denna del av Skottland.
1336 brändes staden ner av Edvard III av England, men snart byggdes staden upp igen. Staden hade då namnet New Aberdeen. Stadens stadsarkiv är ett av de äldsta i Skottland och går tillbaka till 1398. Med undantag för en kort period, täcker detta arkiv hela historien fram till idag.
Under kung Robert Bruce fick staden, som tack för dess stöd under det skotska frihetskriget, skogen Stocket av kungen. Detta område gav staden stora intäkter.
New Aberdeen fick sitt eget universitet 1593, då Marischal College grundlades. Marischal College och King's College i Old Aberdeen var separata universitet fram till 1800-talet, och slogs samman 1870 till det som idag är University of Aberdeen.
På grund av angrepp från baroner i området hade staden kraftiga försvarsverk, men innan 1770 var alla stadsportar borttagna. Under striden mellan rojalister och covenanters blev staden plundrad på båda sidor. 1715 förklarade stadens ledare att de stöttade James Francis Edward Stuart (The Old Pretender), och 1745 bodde hertigen av Cumberland en tid i Aberdeen, innan han angrep Karl Edvard Stuart (The Young Pretender).

## Kultur

### Musik
Aberdeens musikscen inkluderar flera musikanläggningar, inkluderat pubar, klubbar och flera kyrkor med körer. Céilidhs är också vanliga i några av stadens hus. Populära arenor är The Lemon Tree, Aberdeen Exhibition and Conference Centre och Aberdeen Music Hall. Musiker från Aberdeen inkluderar Evelyn Glennie, Annie Lennox och Sandi Thom.

### Dialekt
Den lokala dialekten av scots är ofta känd som Doric, den skiljer sig något från övriga scotsdialekter. Som andra scotsdialekter i storstadsområden, är den inte lika utbredd som den en gång var.
- "Fit like?" – En hälsning; "Hur går det?" jmfr: "What's it like?"
- "Fit?" – "Va?"
- "Fit ye deein?" – "Vad gör du?"
- "Far?" – "Var?"
- "Bide" – "(att) bo"
- "Far div ye bide?" – "Var bor du?"
- "Fou's yer dous?" – ordagrant "Hur mår dina duvor?", idag använd som "Hur mår du?"
- "Louns an quines" – Pojkar och flickor
- "Fair dingin doun" – Ösregna
- "It's auld, ding it doun!" – i tal om byggnader, "Den är gammal, riv det!"

## Media
Huvudtidningar i Aberdeen är den dagliga Press and Journal och Evening Express, båda tryckta sex dagar i veckan av Aberdeen Journals. Det finns en arbetsannonstidning, Scot-Ads. Aberdeen har också två gratistidningar, Aberdeen Citzen och Aberdeen Independent.

## Transport
Det finns fyra huvudvägar till och från staden:
- A90, som sammankopplar Aberdeen med Edinburgh, Dundee och Perth i söder och Ellon, Peterhead och Fraserburgh i norr.
- A96, som går till Elgin och Fraserburgh och det nordvästra Skottland.
- A93 är huvudvägen till väst och går mot Royal Deeside och Cairngorms.
- A92 var den ursprungliga södergående vägen till Aberdeen innan A90 öppnade. Vägen används idag som en turistväg som sammankopplar Aberdeen med Montrose, Arbroath och Brechin på östkusten.

Stadens ursprungliga ringväg, Anderson Drive, byggdes under 1930-talet. Vägen är idag inte tillräckligt bra för att klara av stadens expansion och den dagliga trafiken. En ny väg byggs och ska leda trafiken utanför stadens centrum. Den nya vägen påbörjades 2009. Efter många förseningar blev den färdig att användas i början av 2019.
Bussar i Aberdeen sköts av First Group (som har högkvarter i staden), samt av Stagecoach Group. First Aberdeen har flest linjer i staden med 22 linjer som kör genom hela staden.
Staden har goda anslutningar till det nationella järnvägsnätet. Aberdeen Joint Station har reguljärtrafik till Glasgow och Edinburgh Waverley samt långdistanståg till London, både dagtåg och nattåg. Reguljära tåg kör också nordväst mot Inverness och norr mot Dyce mot flygplatsen. Royal Deeside Line, som ledde västerut mot Ballater öppnade 1853, men Beeching Report ledde till att denna järnvägslinje lades ner 1966. Linjen är idag ett populärt promenad- och cykelstråk.
Aberdeens flygplats, i den närliggande orten Dyce, servar europeiska destinationer för passagerare och frakttransporter och är den största helikopterterminalen i världen.
Den sista spårvagnen körde 3 maj 1958.